# Gabriel Dupont
Gabriel Édouard Xavier Dupont (Caen, 1 de març de 1878 - Le Vésinet, 1 d'agost de 1914) fou un compositor francès.
Fou deixeble de Massenet i Widor. Aconseguí el 1901 el Prix de Rome. Els seus èxits més ressonants els assolí en el teatre pel qual va escriure les òperes La cabrera, llorejada públicament al Concurs Sonzogno (Milà, 1909), La Glu (Canes, 1910); La farce du cuvier (Brussel·les, 1912) i Antar (París, 1921).
Entre les seves obres orquestrals més importants cal citar les titulades Le heures dolentes; Poèmes d'Automme, i Le chant de la destinée. També va compondre Poème per a quintet amb piano.